# Hyphantrophaga blandoides
Hyphantrophaga blandoides là một loài ruồi trong họ Tachinidae.